# Trofeo Palma 2019
La 28e édition du Trofeo Palma a lieu le 3 février 2019, sur un parcours de 159,6 kilomètres tracé dans les Îles Baléares en Espagne, autour de Palma de Majorque. La course est la quatrième manche du Challenge de Majorque 2019 et fait partie du calendrier UCI Europe Tour 2019 en catégorie 1.1 et de la Coupe d'Espagne.

## Présentation

### Équipes
24 équipes participent à la course - 6 WorldTeams, 10 équipes continentales professionnelles, 7 équipes continentales et l'équipe nationale espagnole :
| UCI WorldTeams  | UCI WorldTeams      | UCI WorldTeams |
| Nom de l'équipe | Pays                | Code           |
| --------------- | ------------------- | -------------- |
| Movistar        | Espagne             | MTS            |
| Lotto-Soudal    | Belgique            | LTS            |
| Katusha-Alpecin | Suisse              | TKA            |
| Trek-Segafredo  | États-Unis          | TFS            |
| UAE Emirates    | Émirats arabes unis | UAD            |
| Bora-Hansgrohe  | Allemagne           | BOH            |

| Équipes continentales professionnelles | Équipes continentales professionnelles | Équipes continentales professionnelles |
| Nom de l'équipe                        | Pays                                   | Code                                   |
| -------------------------------------- | -------------------------------------- | -------------------------------------- |
| Arkéa-Samsic                           | France                                 | PCB                                    |
| Caja Rural-Seguros RGA                 | Espagne                                | CJR                                    |
| Cofidis                                | France                                 | COF                                    |
| Euskadi Basque Country-Murias          | Espagne                                | EUS                                    |
| Direct Énergie                         | France                                 | TDE                                    |
| Israel Cycling Academy                 | Israël                                 | ICA                                    |
| Rally UHC                              | États-Unis                             | RLY                                    |
| Roompot-Charles                        | Pays-Bas                               | ROC                                    |
| Sport Vlaanderen-Baloise               | Belgique                               | SVB                                    |
| Wanty-Gobert                           | Belgique                               | TFS                                    |

| Équipes continentales     | Équipes continentales | Équipes continentales |
| Nom de l'équipe           | Pays                  | Code                  |
| ------------------------- | --------------------- | --------------------- |
| Amore & Vita-Prodir       | Lettonie              | AMO                   |
| Bike Aid                  | Allemagne             | BAI                   |
| Canyon DHB-Bloor Homes    | Royaume-Uni           | DHB                   |
| EvoPro Racing             | Irlande               | EVO                   |
| Fundación Euskadi         | Espagne               | EUK                   |
| Interpro Cycling Academy  | Japon                 | IPC                   |
| Sauerland NRW-SKS Germany | Allemagne             | SVL                   |

| Équipe nationale | Équipe nationale | Équipe nationale |
| Nom de l'équipe  | Pays             | Code             |
| ---------------- | ---------------- | ---------------- |
| Espagne          | Espagne          |                  |

## Classement final
| \| Classement général \| Classement général \| Classement général \| Classement général \| Classement général \| \| Coureur \| Coureur \| Pays \| Équipe \| Temps \| \| ------------------ \| ------------------ \| ------------------ \| -------------------------- \| ------------------ \| \| 1er \| Marcel Kittel \| Allemagne \| Katusha-Alpecin \| 3 h 45 min 23 s \| \| 2e \| Timothy Dupont \| Belgique \| Wanty-Gobert \| + 0 s \| \| 3e \| Hugo Hofstetter \| France \| Cofidis, Solutions Crédits \| + 0 s \| \| 4e \| Christophe Noppe \| Belgique \| Sport Vlaanderen-Baloise \| + 0 s \| \| 5e \| André Greipel \| Allemagne \| Arkéa-Samsic \| + 0 s \| \| 6e \| Rüdiger Selig \| Allemagne \| Bora-Hansgrohe \| + 0 s \| \| 7e \| Maxence Moncassin \| France \| Amore & Vita-Prodir \| + 0 s \| \| 8e \| John Degenkolb \| Allemagne \| Trek-Segafredo \| + 0 s \| \| 9e \| Boris Vallée \| Belgique \| Wanty-Gobert \| + 0 s \| \| 10e \| José Joaquín Rojas \| Espagne \| Movistar Team \| + 0 s \| |                    |           |                            |                 |
| |                    |           |                            |                 |
| Source : ProCyclingStats |                    |           |                            |                 |
| Classement général |                    |           |                            |                 |
| Coureur | Coureur            | Pays      | Équipe                     | Temps           |
| 1er | Marcel Kittel      | Allemagne | Katusha-Alpecin            | 3 h 45 min 23 s |
| 2e | Timothy Dupont     | Belgique  | Wanty-Gobert               | + 0 s           |
| 3e | Hugo Hofstetter    | France    | Cofidis, Solutions Crédits | + 0 s           |
| 4e | Christophe Noppe   | Belgique  | Sport Vlaanderen-Baloise   | + 0 s           |
| 5e | André Greipel      | Allemagne | Arkéa-Samsic               | + 0 s           |
| 6e | Rüdiger Selig      | Allemagne | Bora-Hansgrohe             | + 0 s           |
| 7e | Maxence Moncassin  | France    | Amore & Vita-Prodir        | + 0 s           |
| 8e | John Degenkolb     | Allemagne | Trek-Segafredo             | + 0 s           |
| 9e | Boris Vallée       | Belgique  | Wanty-Gobert               | + 0 s           |
| 10e | José Joaquín Rojas | Espagne   | Movistar Team              | + 0 s           |

## Classements UCI
La course attribue aux coureurs pour le Classement mondial UCI 2019 selon le barème suivant :
| Position           | 1er | 2e | 3e | 4e | 5e | 6e | 7e | 8e | 9e | 10e | 11e | 12e | 13e à 15e | 16e à 25e |
| Classement général | 125 | 85 | 70 | 60 | 50 | 40 | 35 | 30 | 25 | 20  | 15  | 10  | 5         | 3         |